# István Hatvani
István Hatvani (ur. 21 listopada 1718 w Rimaszombat, zm. 16 listopada 1786 w Debreczynie) – węgierski matematyk, probabilista.